# Nassella ragonesei
Nassella ragonesei är en gräsart som beskrevs av Maria Amelia Torres. Nassella ragonesei ingår i släktet nassellor, och familjen gräs. Inga underarter finns listade i Catalogue of Life.